# 에스토니아 인민전선

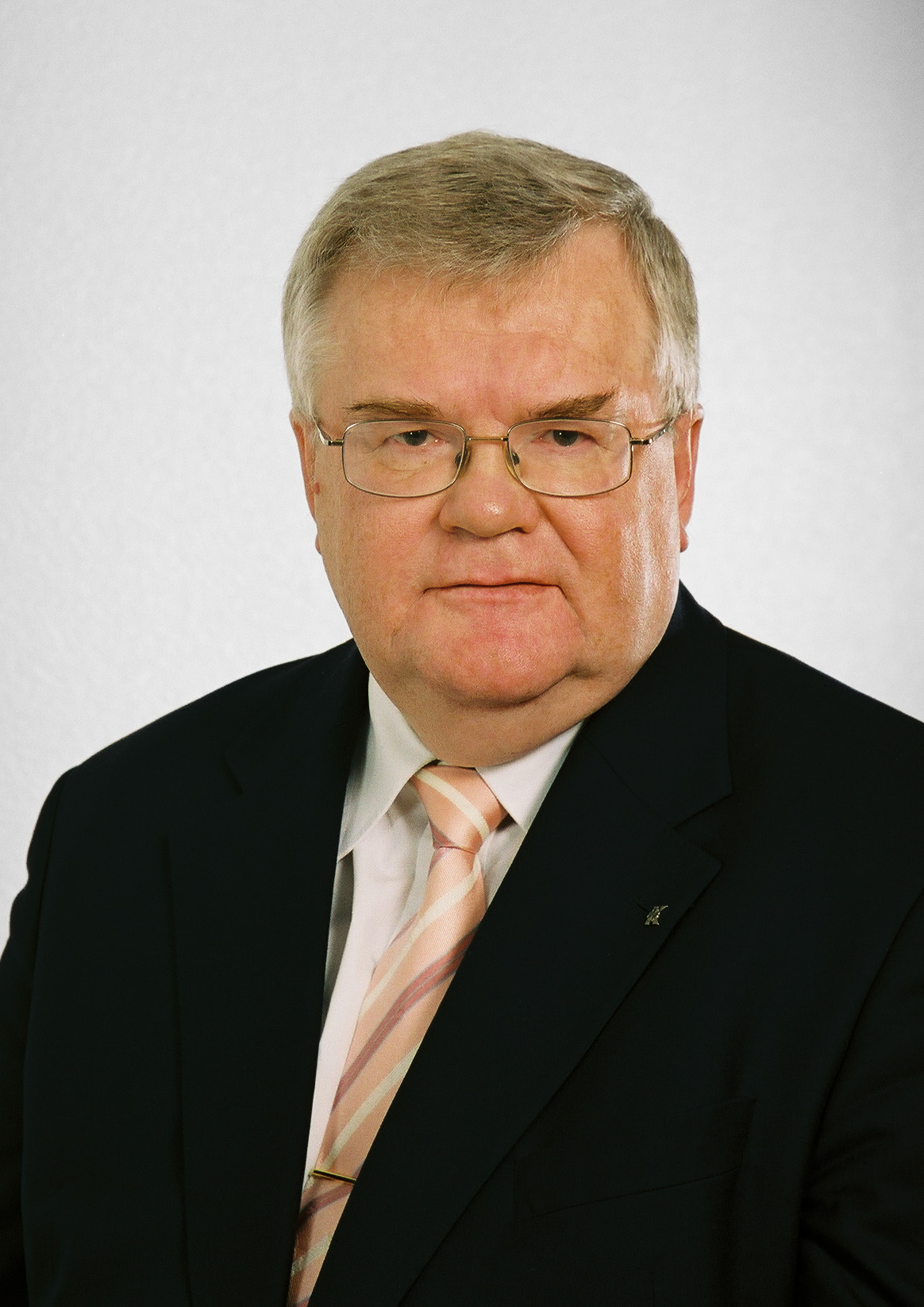
에스토니아 인민 전선의 주도자 에드가르 사비사르

에스토니아 인민 전선(에스토니아어: Rahvarinne)은 에스토니아의 독립을 위해 1980년대와 1990년대에 활동하던 단체이다. 이 조직은 소련에 대한 반발감을 지니고 있고 정치인 에드가르 사비사르를 중심으로 한 단체이다. 라트비아 인민 전선, 사유디스와 유사한 단체이다.

## 혁명
에스토니아는 소련에게 억눌려 지내야 했다. 그리고 드디어 소련이 무너지려 하자, 에스토니아와 라트비아는 자신들만의 독립 조직을 만들었다. 1988년, 에스토니아는 에드가르 사비사르에 의해 에스토니아 인민 전선이 만들어졌다. 이 단체는 국민들의 환호를 받았다. 에스토니아 인민 전선은 라트비아의 라트비아 인민 전선, 리투아니아의 사유디스와 함께 발트의 길을 주도하였다. 그들은 에스토니아의 독립을 주장하였다. 1990년 그들의 끈질긴 노력으로 에스토니아는 독립하고 정부는 에스토니아 공화국으로 바뀌었다.

### 독립 이후
1991년 라트비아와 리투아니아에 소련군이 침공하자, 에스토니아 인민 전선은 소련군을 물리칠 목적으로 이웃 나라 핀란드와 소련을 견제하며 바리케이드 사건, 1월 혁명의 라트비아군, 리투아니아군을 도왔다. 그리고 그해 12월 소련이 무너지면서 에스토니아에는 완전한 민주주의가 찾아왔다.

## 같이 보기
- 라트비아 인민전선
- 사유디스